# فرانسوا گیزو
فرانسوا گیزو (به فرانسوی: François Guizot) مورخ و سیاستمدار قرن هجدهم میلادی اهل فرانسه است. وی در عالم حقوق، از پیروان مکتب نئوکلاسیک میی-باشد. اثر وی به نام رساله مجازات اعدام در جرم سیاسی که در سال ۱۸۲۲ انتشار یافت تأثیر به سزایی در تحول رویکرد فرانسه در قبال جرایم سیاسی در قرن نوزدهم داشت. وی اعتقاد داشت اعدام در جرایم سیاسی نه مقبول است و نه مؤثر.